# Tocsári-patak
A Tocsári-patak a Somogyi-dombságban ered, Zimány délkeleti határában, Somogy vármegyében. A patak forrásától kezdve déli irányban halad, majd Kaposhomoknál éri el a Kapost.
A Tocsári-patak vízgazdálkodási szempontból a Kapos Vízgyűjtő-tervezési alegység működési területét képezi.

## Part menti települések
- Zimány
- Kaposhomok